# NGC 4312
NGC 4312 este o galaxie spirală situată în constelația Părul Berenicei. A fost descoperită în 14 ianuarie 1787 de către William Herschel. Se află la o distanță de 11,17 megaparseci de Pământ.